# لی کون-هاک
لی کون-هاک (انگلیسی: Li Keun-hak; ۷ ژوئیهٔ ۱۹۴۰) بازیکن فوتبال اهل کره شمالی بود.
از باشگاه‌هایی که در آن بازی کرده‌است می‌توان به باشگاه ورزشی مورانبونگ اشاره کرد.
وی همچنین در تیم ملی فوتبال کره شمالی بازی کرده‌است.